# Karl Wohlmuth
Karl Wohlmuth (* 8. Dezember 1942 in Wien) ist ein österreichischer Wirtschaftswissenschaftler.

## Leben
Karl Wohlmuth studierte von 1960 bis 1964 an der Wiener Hochschule für Welthandel (heute: Wirtschaftsuniversität Wien). In den folgenden Jahren war er Forschungsstipendiat in Wien, dann Wissenschaftlicher Assistent und Lehrbeauftragter an der Johannes Kepler Universität Linz; die Promotion zum Dr. rer. comm. erfolgte 1967.
1970 folgte Wohlmuth seinem wissenschaftlichen Lehrer Hajo Riese an die Freie Universität Berlin. Karl Wohlmuth wurde dort Assistenzprofessor. Kurze Zeit später erhielt er einen Ruf an die gerade als Reformhochschule neu gegründete Universität Bremen, wo er seit 1971 Professor für den Vergleich ökonomischer Systeme ist.

## Leistungen
Karl Wohlmuth hat Ende des 20. Jahrhunderts durch zahlreiche Veröffentlichungen maßgeblich die deutsche und internationale wirtschaftswissenschaftliche Afrikaforschung beeinflusst. Er war Initiator der Research Group on African Development Perspectives – einer Gruppe, der Ende des 20. / Anfang des 21. Jahrhunderts unter anderem die Entwicklungsökonomen Hans-Heinrich Bass, Jutta Franz, Elke Grawert, Dirk Hansohm, Robert Kappel, Tobias Knedlik, Mareike Meyn und Peter Oesterdieckhoff angehörten („Bremer Schule der Entwicklungsökonomie“). Karl Wohlmuth ist Hauptherausgeber des seit 1989 jährlich erscheinenden African Development Perspectives Yearbook. Er war als Politikberater für die International Labour Organization (ILO) und die United Nations Industrial Development Organisation (UNIDO) tätig.

## Schriften (Auswahl)
- mit Rainer Tetzlaff:  Der Sudan. Probleme und Perspektiven eines Entwicklungslandes. 1980.
- African Development Perspectives Yearbook. Lit-Verlag, Münster und Berlin seit 1989, ISBN 3-923024-29-0.